# Зала слави XRCO
- Зала слави XRCO містить в собі визначних акторів порноіндустрії та їх роботи. Список створено організацією X-Rated Critics Organization, і поповнюється щороку під час проведення церемонії XRCO Awards. Перша нагорода XRCO відбулася Голлівуді 14 лютого 1985 року[1]. Учасники мають бути працівниками галузі щонайменше десять років[2].

## Члени Зали слави XRCO

### Актори
- 1985 Джон Холмс
- 1985 Гаррі Рімс
- 1985 Джемі Гілліс
- 1985 Ерік Едвардс
- 1985 Джон Леслі
- 1986 Пол Томас
- 1988 Гершель Севедж
- 1989 Джон Мартін
- 1990 Джої Сільвера
- 1990 Ренді Вест
- 1991 Рон Джеремі
- 1992 Майк Горнер
- 1993 Том Байрон
- 1993 Марк Волліс
- 1995 Пітер Норт
- 1996 Бак Адамс
- 1997 Дон Фернандо
- 1999 Стів Дрейк
- 2000 Шон Майклс
- 2000 T. T. Boy
- 2001 Рокко Сіфреді
- 2001 Джейк Стід
- 2002 Біллі Ді
- 2003 Ренді Спірс
- 2006 Марк Девіс
- 2006 Джон Доу
- 2006 Блейк Палмер
- 2007 Mr. Marcus
- 2007 Стівен Кроікс
- 2008 Крістоф Кларк
- 2009 Лексінгтон Стіл
- 2010 Еван Стоун
- 2010 Ерік Евергард
- 2011 Мануель Феррара
- 2011 Дейв Каммінгс
- 2012 Вінс Вуаєр
- 2014: Марк Вуд
- 2014: Тоні Монтана
- 2017: Ерік Мастерсон
- 2018: Кайл Стоун
- 2018: Мік Блу
- 2018: Брендон Айрон
- 2019: Рамон Номар
- 2019: Джей Крю
- 2019: Стів Холмс
- 2020: Білл Бейлі
- 2023: Томмі Пістол
- 2023: Майкл Стефано
- 2024: Томмі Ганн

### Акторки
- 1985 Джорджина Спелвін
- 1985 Тіна Рассел
- 1985 Рене Бонд
- 1985 Мерлін Чемберс
- 1985 Шерон Торп
- 1986 Аннет Гейвен
- 1987 Леслі Бові
- 1988 Шерон Мітчел
- 1988 Колін Бреннан
- 1989 Шерон Кейн
- 1989 Глорія Леонард
- 1990 Кей Паркер
- 1990 С'юзан МакБейн
- 1991 Сека
- 1991 Вероніка Гарт
- 1991 Еріка Бойер
- 1992 Ванесса дель Ріо
- 1993 Дезирі Кустьо
- 1993 Ліза ДеЛіу
- 1994 Хіпатія Лі
- 1994 Дебі Даймонд
- 1995 Шанна Маккалоу
- 1995 Джинджер Лінн
- 1995 Крісті Кеньйон
- 1996 Ембер Лінн
- 1996 Ніна Гартлі
- 1997 Дезирі Вест
- 1997 Джеанна Файн
- 1998 Бйонка
- 1998 Каріна Колінз
- 1999 Келлі Ніколс
- 1999 Енні Спрінклі
- 1999 Барбара Дейр
- 1999 Джесі Сент-Джеймс
- 1999 Шона Грант
- 1999 Лінда Вонг
- 2000 Торі Веллес
- 2001 Порше Лінн
- 2001 Трейсі Адамс
- 2002 Тері Вейгел
- 2003 Ешлін Гір
- 2003 Тіффані Мінкс
- 2004 Селена Стіл
- 2005 Дженна Джеймсон
- 2006 Кейша
- 2006 Кайлі Айрленд
- 2007 Франческа Лі
- 2007 Джанін Ліндмандер
- 2007 Сереніті
- 2008 Хлоя
- 2008 Ніккі Діал
- 2008 Шейла ЛеВо
- 2008 Дженні Пеппер
- 2008 Стефані Свіфт
- 2009 Джівел Денайл
- 2009 Ейнджел Келлі
- 2009 Ліна
- 2009 Міссі
- 2009 Джоанна Сторм
- 2009 Стейсі Валентайн
- 2010 Сансет Томас
- 2010 Інарі Веш
- 2010 Ніккі Чарм
- 2010 Джада Фаєр
- 2011 Рейвенесс
- 2011 Трісія Деверо
- 2011 Джессіка Дрейк
- 2011 Лінн Лімей
- 2011 Джулі Ештон
- 2011 Аврора Сноу
- 2012 Джулія Енн
- 2012 Джессі Джейн
- 2013 Беладонна
- 2013 Ліза Енн
- 2013 Александра Сілк

### Творці фільмів
- 1985 Девід Фрідмен
- 1985 Джерард Даміано
- 1985 Редлі Метцгер (Генрі Періс)
- 1986 Алекс Де Рензі
- 1986 Ентоні Спінеллі (Сем Вестон)
- 1986 Говард Зім (Лінус Гатор)
- Боб Чін
- Гарольд Лайм
- Брати Мітчел
- Сесіл Говард
- Генрі Пакард
- Роберт МакКалум
- Ерік Андерсон
- Чак Вінсент
- 1993 F. J. Lincoln
- 1993 Боббі Голландер
- 1993 Брюс Севен
- Джон Стальяно
- 1995 Грегорі Дарк
- Майкл Карпентер
- 1997 Кандида Ройал
- 1998 Ед Паверс
- Демон Крістіан
- 2000 Патрік Колінз
- 2000 Джим Енрайт
- 2001 Кірді Стівенс
- 2002 Ендрю Блейк
- Сеймор Батс
- Джеймс Авелон
- 2006 Майкл Нін
- 2007 Рінс Дрім
- 2008 Річард Малер
- 2008 С'юз Рендел
- 2009 Бред Армстронг
- 2009 Джулс Джордан

### Фільм
- Easy
- The Ecstacy Girls
- Hot Pursuit
- Jack & Jill
- Mary! Mary!
- Baby Face (1933)
- Wet Rainbow (1974)
- Naked Came the Stranger (1975)
- Sensations (1975)
- 3 A. M. (1976)
- Anna Obsessed (1977)
- Barbara Broadcast (1977)
- Desires Within Young Girls (1977)
- Eruption (1977)
- The Candy Stripers (1978)
- Little Girls Blue (1978)
- The Other Side of Julie (1978)
- Pretty Peaches (1978)
- Sex World (1978)
- Sex Gast (2000)
- Take Off (1978)
- Babylon Pink (1979)
- Her Name was Lisa (1979)
- Insatiable (1980)
- Randy the Electric Lady (1980)
- Taboo (1980)
- Talk Dirty to Me (1980)
- Amanda By Night (1981)
- Bad Girls (1981)
- The Dancers (1981)
- Nightdreams (1981)
- Nothing to Hide (1981)
- Outlaw Ladies (1981)
- Platinum Paradise (1981)
- Roommates (1981)
- All American Girls (1982)
- Кафе Плоть (1982)
- Aerobisex Girls (1983)
- Dixie Ray Hollywood Star (1983)
- Night Hunger (1983)
- Sexcapades (1983)
- Every Woman Has a Fantasy (1984)
- Firestorm (1984)
- Black Throat (1985)
- Dangerous Stuff (1985)
- Loose Ends (1985)
- New Wave Hookers (1985)
- Taboo American-Style (1985)
- 1985 Глибоке горло (1972)
- 1985 Behind the Green Door (1972)
- 1985 The Opening of Misty Beethoven (1976)
- White Bun Busters (1986)
- 1986 The Private Afternoons of Pamela Mann (1974)
- 1986 Story of Joanna (1975)
- 1986 Honeypie (1976)
- 1986 The Devil in Miss Jones (1973)
- 1986 Femmes De Sade (1976)
- The Catwoman (1988)
- The Big Thrill (1989)
- The Chameleon (1989)
- Night Trips (1989)
- Buttman's Ultimate Workout (1990)
- Buttman's European Vacation (1991)
- Wild Goose Chase (1991)
- Chameleons - Not The Sequel (1992)
- 2004 Face the Heart Parts I, II III, VI (EMI Germany, 2000)
- 2006 Face Dance Parts I, II (Evil Angel, 1993)
- 2006 Justine - Nothing to Hide II (Cal Vista Films, 1994)
- 2006 Neon Nights (Command Video, 1981)
- 2007 Latex (Майкл Нін — VCA, 1995)
- 2008 Curse of the Catwoman (1992)
- 2008 Reel People (1984)
- 2009 Dog Walker (1994)

### Спеціальні нагороди
- 1995 Майкл Кейтс (за досягнення в області відеозйомки, кінематографія та редагування)
- 1995 Карл Ессер (у пам'ять)
- 2007 Анна Мел
- 2007 Крісті Лейк
- 2008 Г. Льюї Сіркін

### Вибір членів XRCO
- 2007 Азія Каррера